# Departamento Fray Justo Santa María de Oro
Fray Justo Santa María de Oro es un departamento en la provincia del Chaco, Argentina. Su ciudad cabecera es Santa Sylvina.

Su nombre homenajea al sanjuanino Fray Justo Santa María de Oro.

## Historia
Fue creado el 1 de julio de 1953, mediante la Ley Provincial N.º 6. Esta norma estableció 24 divisiones administrativas en la entonces recientemente creada provincia Presidente Perón, actual provincia del Chaco.
En diciembre de 1992 se promulgó la Ley provincial 3814 que creaba el departamento 2 de Abril. Esta nueva unidad se estableció con parte de la superficie de los departamentos Doce de Octubre y Fray Justo Santa María de Oro.

## Superficie y límites
El departamento abarca una superficie de 2205 km². Limita al norte con los departamentos Doce de Octubre y Dos de Abril, al este con el departamento Mayor Luis Jorge Fontana, al sur con la provincia de Santa Fe y al oeste con la provincia de Santiago del Estero.

## Demografía
Cuenta con 10 653 habitantes (Indec, 2022), lo que representa un decrecimiento promedio anual del -0.9 frente a los 11 826 habitantes (Indec, 2010) del censo anterior. La mediana de edad se estableció en 30 años.
| Gráfica de evolución demográfica de Departamento Fray Justo Santa María de Oro entre 2001 y 2022 |
|                                                                                                  |
| Fuente: censos nacionales del INDEC                                                              |

## Localidades
La mayor parte de la población se concentra en la ciudad cabecera. El resto de la población se distribuye en pequeñas localidades de carácter rural o se encuentra dispersa.
| Cabecera (Población 2010) | Localidades (Población 2010)                       |
| ------------------------- | -------------------------------------------------- |
| Santa Sylvina (7340 hab.) | - Chorotis (941 hab.) - Venados Grandes (303 hab.) |

## Economía
La economía del departamento Fray Justo Santa María de Oro se basa en el sector primario. Junto con otros departamentos del centro-oeste de la provincia integra una región conocida como «Domo Agrícola», caracterizada por la producción agraria. 

Junto con los departamentos O'Higgins, Mayor Luis Jorge Fontana y San Lorenzo conforma un área que concentra el 14% de la superficie de siembra de la provincia. Mayor Luis Jorge Fontana y Fray Justo Santa María de Oro en conjunto concentran el 37% de la producción de algodón.